# Anisopappus longipes
Anisopappus longipes là một loài thực vật có hoa trong họ Cúc. Loài này được (Comm. ex Cass.) Wild mô tả khoa học đầu tiên năm 1964.